# Белуха, Николай Андреевич
Никола́й Андре́евич Белу́ха (16 октября 1920, Полтава — 7 декабря 1981, Рига) — советский партийный и государственный деятель. Второй секретарь ЦК Коммунистической партии Латвии (1963—1978). Член Центральной ревизионной комиссии КПСС (1966—1971). Кандидат в члены ЦК КПСС (1971—1981).

## Биография
Во время Великой Отечественной войны, будучи студентом Московского высшего технического училища им. Н. Э. Баумана, работал на строительстве оборонительных сооружений при обороне Смоленска и Москвы. По окончании института в 1945 году работал инженером-конструктором на Кировском заводе в Ленинграде.
Член ВКП (б) с 1948 года.
С 1948 — на комсомольской и партийной работе в Ленинграде: секретарь комитета ВЛКСМ Кировского завода, секретарь Ленинградского городского комитета ВЛКСМ, секретарь Петроградского районного комитета КПСС.
В 1956—1958 — второй секретарь Петроградского районного комитета КПСС г. Ленинграда.
С 1958 по 1961 год был первым секретарём Петроградского райкома КПСС г. Ленинграда.
В 1961—1963 гг. работал инспектором ЦК КПСС, был заместителем заведующего Отделом партийных органов ЦК КПСС по союзным республикам.
С 19 марта 1963 года по 24 января 1978 года — второй секретарь ЦК Коммунистической партии Латвии.
Избирался членом ЦК КП Латвии, кандидатом в члены ЦК КПСС, депутатом Верховного Совета СССР 6 — 9 созывов и Верховного Совета Латвийской ССР 7-го, 8-го, 9-го и 10-го созывов.